# Spruce Grove
Pour les articles homonymes, voir Spruce.
Spruce Grove est une cité de la banlieue d'Edmonton en Alberta, au Canada. Avec une population de 34 066 en 2016, Spruce Grove est la neuvième plus grande ville de l'Alberta en nombre d'habitants,.
Comme elle est située 11 km à l'ouest d'Edmonton, plusieurs résidents y vont travailler.
Le maire actuel est Stuart Houston.

## Démographie
| 2001   | 2006   | 2011   | 2016   |
| ------ | ------ | ------ | ------ |
| 15 983 | 19 496 | 26 171 | 34 066 |